# هانس نوشافر
هانس نوشافر (انگلیسی: Hans Neuschäfer; ۲۳ نوامبر ۱۹۳۱ – ۹ سپتامبر ۲۰۲۰) بازیکن فوتبال اهل آلمان بود.
از باشگاه‌هایی که در آن بازی کرده‌است می‌توان به باشگاه فوتبال فورتونا دوسلدورف اشاره کرد.
وی همچنین در تیم ملی فوتبال آلمان بازی کرده‌است.